# Коко (река)
Ко́ко (исп. Río Coco также известна как исп. Río Segovia) — река в Центральной Америке, в Гондурасе и Никарагуа. Большая часть реки является пограничной. Площадь водосборного бассейна — 24867 км², из них в никарагуанской части — 8 972,17 км².
Река имеет протяжённость 680 км и впадает в Карибское море, на мысу Кабо-Грасьяс-а-Дьос.
Местные индейцы, живущие вдоль реки, называют её Ванки или Ванкс («Wanki»). Это самая длинная река, протекающая в пределах центрально-американского перешейка.
Река начинается к западу от города Сомото при слиянии рек Тапакали и Комали.
Основные притоки — Бокай, Эстели, Пантасма.
В долине реки имеются горячие минеральные источники.

## События
7 сентября 2007 года крупные международные новостные каналы сообщали, что река Коко находится на 11 метров выше нормального уровня, через два дня после этого ураган Феликс (категории 5) обрушился на побережье.